# ل
ل(아랍어: لام, 람)은 아랍 문자의 스물 세 번째 글자로, 음가는 치경 설측 접근음 /l/이다.
| 단어에서의 위치: | 독립형 | 어미형 | 어중형 | 어두형 |
| ---------------- | ------ | ------ | ------ | ------ |
| 문자 형태:       | ل‎      | ـل‎     | ـلـ‎    | لـ‎     |

페니키아 문자를 계승한 문자의 하나로, 히브리 문자 ל‏, 그리스 문자 Λ, 키릴 문자 Л, 로마자 L에 대응된다.
이 문자 뒤에 알리프(ا)가 올 경우, 합자가 되어 لا (알리프 람)으로 표시한다. 동작 대상을 나타내는 전치사(한국어의 ~을/를)로 사용될 경우 발음은 반드시 /li/가 된다. 뒤에 붙는 단어의 처음이 알리프일 경우, 그 알리프는 표기 및 발음이 생략된다.

## 부호 변화
| 문자 | 유니코드 | 설명       | 문자 참조       |  |
| ---- | -------- | ---------- | --------------- |  |
| ل    | U+0644   | 람         | &#x644; &#1604; |  |
| ڵ    | U+06B5   | 쿠르드어 ɫ | &#x6B5; &#1717; |  |
| ڶ    | U+06B6   |            | &#x6B6; &#1718; |  |
| ڷ    | U+06B7   |            | &#x6B7; &#1719; |  |
| ڸ    | U+06B8   |            | &#x6B8; &#1720; |  |